# 8678 Bäl
8678 Bäl è un asteroide della fascia principale. Scoperto nel 1992, presenta un'orbita caratterizzata da un semiasse maggiore pari a 3,1637776 UA e da un'eccentricità di 0,1061487, inclinata di 5,80023° rispetto all'eclittica.